# Marco Di Branco
Marco Di Branco (Roma, 7 dicembre 1966) è uno storico italiano, specializzato nei paesi arabi e nella civiltà bizantina.

## Biografia
Laureato in storia romana all’Università La Sapienza di Roma, dove ha conseguito anche il dottorato in storia antica, si è poi specializzato in epigrafia tardo-antica e bizantina alla Scuola Archeologica Italiana di Atene e si è diplomato in lingua e cultura araba all'Istituto italiano per l'Africa e l'Oriente. Borsista all'École française di Atene e all'Istituto Italiano di Scienze Umane di Firenze e Visiting Fellow del Program in Hellenic Studies della Princeton University, ha insegnato storia romana all'Università di Udine, civiltà bizantina all'Università della Basilicata a Potenza, archeologia bizantina alla scuola di specializzazione in archeologia di Matera e storia bizantina alla Sapienza. Attualmente è professore associato alla Sapienza di Roma.
Ha curato per la Salerno Editrice l’edizione critica del Dialogo della discordia (2007) – la settima controversia teologica tra Manuele II Paleologo e “il persiano” identificabile con Haci Bayram Veli –, l’edizione dell'Elogio di Nerone di Gerolamo Cardano (2008) ed ha pubblicato Alessandro Magno: eroe arabo nel Medioevo (2011). Per Viella Editrice ha pubblicato L'elogio della sconfitta (2015) e Il Califfo di Dio (2017), per Carocci Breve Storia di Bisanzio (2016) e per il Mulino 915: la battaglia del Garigliano (2019). Per la Treccani  ha redatto la voce sull'immagine di Costantino nelle fonti arabe.

## Opere
- 915: la battaglia del Garigliano. Cristiani e musulmani nell'Italia medievale, Bologna, Società editrice il Mulino, 2019, ISBN 978-88-15-28015-2.
- Il califfo di Dio: storia del califfato dalle origini all'ISIS (VII-XXI secolo), Roma, Viella, 2017, ISBN 978-88-6728-593-8.
- Breve storia di Bisanzio, Roma, Carocci, 2016, ISBN 978-88-430-8197-4.
- L'elogio della sconfitta: un trattato inedito di Teodoro Paleologo, marchese di Monferrato, Roma, Viella, 2015, ISBN 978-88-6728-388-0.
- Alessandro Magno: eroe arabo nel Medioevo, Roma, Edizioni Salerno, 2011, ISBN 978-88-8402-711-5.
- Storie arabe di greci e di romani: la Grecia e Roma nella storiografia arabo-islamica medievale, Pisa, Pisa University Press, 2009, ISBN 978-88-8492-627-2.
- Gerolamo Cardano, Elogio di Nerone, collana Faville, Roma, Edizioni Salerno, 2008, ISBN 978-88-8402-646-0.
- Manuele Paleologo, Il “dialogo della discordia”: dialoghi con un musulmano, settima controversia, collana Faville, Roma, Edizioni Salerno, 2007, ISBN 978-88-8402-589-0.
- La città dei filosofi: storia di Atene da Marco Aurelio a Giustiniano, collana Civiltà veneziana, Firenze, L. S. Olschki, 2006, ISBN 88-222-5542-9.
- Anonimo del IV secolo, Expositio totius mundi et gentium, traduzione e commento, collana Faville, Roma, Edizioni Salerno, 2005, ISBN 88-8402-466-8.
- Ibn Taimiyyah, Lettera a un sovrano crociato: sui fondamenti della vera religione, collana La Biblioteca dell'anima, Milano, Edizioni Biblioteca di via Senato, 2004, ISBN 88-87945-61-6.
- La fine del mondo antico, Roma, Laterza, 2000, ISBN 88-421-0578-3.
- Eschilo, Prometeo incatenato, collana Saturnalia, Milano, La vita felice, 1996.